# Віктор Боен
Віктор Боен (28 лютого 1886 — 31 березня 1974) — бельгійський плавець, ватерполіст і фехтувальник.
Срібний призер Олімпійських Ігор 1908 року, бронзовий 1912 року з водного поло, срібний призер Олімпійських ігор 1920 року з фехтування.